# Dante i Virgili a l'infern
Dante i Virgili a l'infern (en francès: Dante et Virgile) és un quadre del pintor academicista francès William-Adolphe Bouguereau, que fou realitzat l'any 1850. Pintat a l'oli, fa 281 cm per 225 cm, i es troba al Museu d'Orsay de París, França.
El pintor fa servir un episodi de la Divina Comèdia de Dante, que descriu l'entrada de Virgili i el mateix poeta al vuitè cercle de l'infern, on es troben els falsificadors. Allà hi ha l'heretge alquimista Capocchio mentre és mossegat al coll per Gianni Schicchi, personatge real que va viure al segle xiii a Florència, famós per la seva capacitat de suplantació de persones, i enviat per això a l'infern.
Bouguereau va prendre la Divina Comèdia com a font d'inspiració d'una altra de les seves obres, Ànima conduïda al Paradís pels àngels.
Jean-Léon Gérôme té una obra homònima.